# Осип Глух
Глух (Глухий) Йосип (Осип) (рік народження невідомий — січень 1655) — уманський полковник (1648—1655).

## З життєпису
Восени 1648 Глуха, після загибелі Івана Ганжі, призначено уманським полковником. У 1649 році брав участь у всіх битвах української армії проти загарбників Речі Посполитої. У березні 1651 року Глух на чолі 10-тисячного козацького загону розбив війська Речі Посполитої під Липовцем і примусив коронного гетьмана Мартина Калиновського зняти облогу Вінниці, яку обороняв полковник Іван Богун.
Учасник Берестецької битви 1651. 3і своїм полком наздогнав під Синіми Водами кримських татар, які покинули поле битви під Берестечком і грабували Україну, та розбив один з їхніх загонів.
Разом з Матвієм Гладким, Лук'яном Мозирею, Адамом Хмелецьким належав до старшинської опозиції, яка не визнала умов Білоцерківського мирного договору 1651, перешкоджав вступу військ Речі Посполитої на Правобережну Україну.
Брав участь у Батозькій битві 1652 року і поході українських військ на чолі з Тимошем Хмельницьким у Молдовське князівство в 1653 році, у битві під Сіркою. У січні 1654 на Переяславській раді відмовився разом з полковником Іваном Богуном присягнути на вірність московському царю.
У січні 1655 року спільно з Іваном Богуном обороняв Умань від військ Речі Посполитої. Помер від чуми під час її пошесті.

## Вшанування пам'яті
У місті Липовець на Вінниччині одну з вулиць у центрі міста названо іменем Осипа Глуха.